# Rhagionemestriidae
De Rhagionemestriidae zijn een uitgestorven familie uit de orde van de tweevleugeligen (Diptera), onderorde vliegen (Brachycera). Wereldwijd omvat deze familie 2 genera en 3 soorten.